# Kurfyrste
Kurfyrste (tysk: Kurfürst; latin: Princeps elector imperii) var en betegnelse for de rigsfyrster, der i det Tysk-romerske rige valgte (kårede) kejseren. Deres antal blev ved den gyldne bulle i 1356 fastsat til syv, men siden øgedes antallet ad flere omgange til ni.
Det Tysk-romerske rige var et valgmonarki, omend valghandlingen fra 1400-tallet ofte var formaliseret som en de facto dynastisk arvefølge af Huset Habsburg, hvor kejsertitlen som regel gik i arv til den døde kejsers ældste søn. Kejsertitlen var altså ikke juridisk arvelig, og arvingen kunne ikke bruge titlen kejser uden at være valgt.
I middelalderen valgte kurfyrsterne en Romernes Konge. Den, som blev valgt til romersk konge, blev kejser, når han var kronet til tysk-romersk kejser af paven i Rom. Fra 1500-tallet blev den pavelige kroning dog opgivet, og kurfyrsterne valgte kejseren direkte.
Værdigheden som kurfyrste indebar stor prestige, og kurfyrsterne rangerede højest blandt rigsfyrsterne og lige under kejseren. I deres områder havde de en række rettigheder, der normalt ikke tilfaldt rigsfyrsterne, blandt andet møntret. Flere af de territorier, hvis fyrster var kurfyrster, fik efterhånden tildelt forstavelsen Kur- for at tydeliggøre deres fyrstes status.

## Etymologi
Betegnelsen kurfyrste kommer af mellemhøjtysk kur eller kure i betydningen "valg" (sml. dansk: kåre).

## Historik
I 1338 fastslog kurfyrsterne, at deres valg var gyldigt uden pavens stadfæstelse. Ved Den Gyldne Bulle i 1356 blev antallet af kurfyrster fastsat til syv: tre gejstlige og fire verdslige.
I 1354 var følgende kurfyrster:
1. Ærkebispen af Mainz
2. Ærkebispen af Trier
3. Ærkebispen af Köln
4. Den ledende greve af Pfalz
5. Hertugen af Sachsen
6. Markgreven af Brandenburg
7. Kongen af Böhmen

Som følge af hændelserne under Trediveårskrigen blev kurfyrsteværdigheden den 23. februar 1623 frataget Frederik 5. af Pfalz, der var overhoved for den protestantiske union i riget og overdraget til hertugen af Bayern. Efter Den Westfalske Fred i 1648 blev kurfysteværdigheden igen tildelt den siddende pfalzgreve, Karl 1. Ludwig, så antallet af kurfyrster herefter var otte. I 1692 blev hertugen af Braunschweig-Lüneburg (Hannover) optaget i kurfyrstekollegiet som det 9. medlem. I 1777 blev Pfalz indlemmet i Bayern, og antallet af kurfyrster faldt til otte. 

## Rhinske gylden
Allerede i 1385 benyttede de fire rhinske kurfyrster (ærkebisperne af Mainz, Trier og Köln samt samt den ledende greve af Pfalz) deres møntret til danne en møntunion, der udmøntede den rhinske gylden eller rhingylden. Denne nye valuta overtog efterhånden florinens rolle som den dominerende handelsmønt i området.

## Afskaffelse af kurfyrsteværdigheden
I 1803 blev hertugerne af Salzburg og Württemberg, markgreven af Baden samt landgreven af Hessen-Kassel kurfyrster. Til gengæld mistede ærkebiskopperne af Mainz, Trier og Köln værdigheden som kurfyrster. Herefter var der 10 kurfyrster. 
Hidtil havde der været katolsk flertal blandt kurfyrsterne. Fra 1803 var der ligevægt, nemlig fem protestantiske fyrster (Brandenburg, Hannover, Württemberg, Baden og Hessen-Kassel) overfor fem katolske fyrster (Bayern, Sachsen, Böhmen, Salzburg og Regensburg). Dette fik dog ingen praktisk betydning, da kurfyrsternes funktion som valgkollegium var afskaffet allerede i 1806. 

## Eksterne links
- Wikimedia Commons har flere filer relateret til Kurfyrste